# Edward Dominic O'Brien
Edward Dominic O'Brien (1735 - 1er mars 1801) est un responsable politique irlandais et un officier de l'armée britannique.

## Biographie
Edward Dominic O'Brien est le fils du capitaine James O'Brien (1695-1771), député de Youghal, et de Mary Jephson. Il est né en 1735 à Drogheda, alors que son père est au Parlement. Issu d'une famille militaire, très jeune, O'Brien rejoint l'armée britannique et accède rapidement au rang de capitaine. Il épouse Mary Carrick, la fille d'un avocat de Dublin.
En 1758, il s'installe dans l'ouest de l'Irlande et réside avec sa famille à Ennistymon House. Il remplit ses fonctions de haut shérif de Clare cette année-là et occupe ce poste de nouveau en 1783 et 1787. Le capitaine O'Brien décède le 1er mars 1801 dans la propriété de sa famille à Rostellan, dans le comté de Cork.

## Famille
Edward Dominic O'Brien et Mary Carrick ont :
- Murrough O'Brien (1756 - 10 février 1808)
- Mary O'Brien (1759 - 23 janvier 1840) Mariée avec Richard Eyre Cox, 4e baronnet, fils de Michael Cox, 3e baronnet et de Elizabeth Massy. Ils ont une fille. Elle se remarie à William Saurin (magistrat), procureur général d'Irlande, a quatre fils et une fille.
- William O'Brien (2e marquis de Thomond) (1765 - 21 août 1846)
- James O'Brien (3e marquis de Thomond) (1769 - 3 juillet 1855)
- John O'Brien (1770-1833)
- Harriet O'Brien (1775 - 1er mai 1851) Mariée à Joseph Wallis Hoare, 3e baronnet, fils de Edward Hoare, 2e baronnet et de Clotilda Wallis. Ils ont quatre fils et deux filles.
- Edward O'Brien (1780 - 9 mars 1824) Marié avec Diana Hotham, fille du général George Hotham et de Diana Pennyman. Marié en secondes noces à Gertrude Grace Methuen, fille de Paul Methuen (1er baron Methuen) et Matilda Gooch. Ils ont deux filles. Marié en troisièmes noces avec Lady Elizabeth Susan Somerset, fille de Henry Somerset (6e duc de Beaufort) et Lady Charlotte Sophia Leveson-Gower. Ils ont un fils, Edward Jr. Il a également au moins un fils hors mariage.